# Coll de l'Agnello
El coll de l'Agnello (en italià Colle dell'Agnello, en francès Col Agnel, en piemontès Col d'l' Agnel) és un port de muntanya dels Alps Cotians que corona a 2.744 msnm i uneix el Piemont, Itàlia, (comuna de Pontechianale) i els Alts Alps, França (comuna de Molines-en-Queyras). És el tercer coll transitable en cotxe més alt d'Europa després del coll de l'Iseran (2.770 m) i el pas de l'Stelvio (2.757 m). Està situat entre el mont Pan di Zucchero i la Punta dell'Alp. Durant l'hivern el coll és tancat per la presència de neu.
El coll de l'Agnello ha vist el pas de diverses etapes del Giro d'Itàlia i el Tour de França. És lloc de visita habitual durant l'estiu d'aficionats a l'astronomia per presentar la zona un dels cels més nets i amb accés rodat.

## Ciclisme

### Perfil
El vessant italià (est) del coll és especialment difícil, amb un tram final de 10 km al 9,5 % de desnivell mitjà entre els 1.800 i 2.740 m d'altitud.

### Giro d'Itàlia
El Giro d'Itàlia ha superat el coll en quatre ocasions: 1994 (20a etapa), 2000 (19a etapa), 2007 (12a etapa) i 2016 (19a etapa). El 1995 també estava prevista la seva ascensió, però una allau de pedres a 800 metres del cim ho impedí.
| Any  | Etapa | Inici     | Final          | Primer en coronar         |
| ---- | ----- | --------- | -------------- | ------------------------- |
| 1994 | 20a   | Cuneo     | Les Deux Alpes | Stefano Zanini (ITA)      |
| 2000 | 19a   | Saluzzo   | Briançon       | José Jaime González (COL) |
| 2007 | 12a   | Scalenghe | Briançon       | Yoann Le Boulanger (FRA)  |
| 2016 | 19a   | Pinerolo  | Risoul         | Michele Scarponi (ITA)    |

### Tour de França
El Tour de França ha passat pel coll en dues ocasions, la primera pujant pel vessant francès i la segona venint d'Itàlia per acabar a França. El 2008 l'ascensió no estava inicialment programada, però uns allaus al coll de Larche n'obligaren a suprimir-ne el pas i que finalment l'etapa transités pel coll de l'Agnello. En el descens d'aquella edició Óscar Pereiro, que havia coronat en segona posició el coll rere Egoi Martínez, va patir una caiguda que l'obligà a abandonar.
| Any  | Etapa | Inici    | Final                    | Primer en coronar     |
| ---- | ----- | -------- | ------------------------ | --------------------- |
| 2008 | 15a   | Embrun   | Prato Nevoso             | Egoi Martínez (ESP)   |
| 2011 | 18a   | Pinerolo | Galibier Serre-Chevalier | Maksim Iglinski (KAZ) |